# StreetReporters
 (août 2020).
Si vous disposez d'ouvrages ou d'articles de référence ou si vous connaissez des sites web de qualité traitant du thème abordé ici, merci de compléter l'article en donnant les références utiles à sa vérifiabilité et en les liant à la section « Notes et références ».
StreetReporters était un site d’information participatif en continu. Il s'agissait d'un média destiné au moins de 30 ans avec des sujets créés par des reporters de la rue un peu partout dans le monde, autour d’une rédaction, qui les guide dans la réalisation de leurs reportages.
Le nom « StreetReporters », imaginé par Johan Weisz, a été choisi pour évoquer l’idée de journalisme de terrain. Ainsi avec ce nom, ce Webzine souhaite se démarquer d'une certaine forme de journalisme perçue comme étant trop sédentaire.
Ils sont essentiellement en vidéo, mais les sujets passent aussi souvent par du texte, des photos et des sons. La moyenne d'âge des collaborateurs est de 22 ans[réf. nécessaire], ce qui en fait l'une des plus jeunes rédactions de France.

## Histoire
Le site internet a été lancé le 14 juillet 2007 avec de petits moyens soit 13 000 euros de fonds. Au début la rédaction se trouvait dans les appartements de Patrick Weil avant de déménager le 28 mai 2008 dans des nouveaux locaux dans le XIXe arrondissement. L’objectif du site était de donner les moyens aux personnes de pouvoir faire des reportages par eux-mêmes. Avec l’aide du Web 2.0, SteetReporters a pu mettre en place un véritable journal participatif et générationnel.
À l'automne 2009, après avoir connu des audiences en berne, StreetReporters s'arrête : une large partie de l'équipe se retrouve pour lancer le site d'information StreetPress, dont l'ouverture est programmée au 9 décembre 2009. Une autre partie de l'équipe se retrouve pour créer un autre site d'information: Streetgeneration.fr.

## Les Fondateurs
- Bernard Abouaf, directeur associé : il a collaboré avec de nombreuses rédactions durant ces 20 dernières années. Depuis le supplément Lyon du quotidien Le Figaro, les éditions anglaise et française du Jerusalem Post, l’hebdomadaire Globe Hebdo lancé par Georges-Marc Benamou, ou au service culture du journal Marianne. Il est actuellement le directeur de la rédaction de Radio Shalom.
- Johan Weisz, directeur associé : il est diplômé de l’ESSEC avec un MBA Chaire Média & Enterntainment. Journaliste, il est passé par les nouveaux médias comme les médias traditionnels : Direct 8, le journal en ligne Proche-Orient.info, Radio Shalom, Le Parisien. Il est coauteur avec Cécilia Gabizon d’un livre d’enquête Opa sur les Juifs de France (Grasset, 2006)
- Patrick Weil, conseiller associé : il est directeur de recherche au CNRS. Il travaille au centre d’histoire sociale du XXe siècle (Paris I). Sociologue, son regard sur la France vient compléter et appuyer celui de la rédaction dans leur exploration de la société.
- Cécilia Gabizon, conseiller associé : elle a été formée à l’ESSEC et à l’INA ; elle est reporter au Figaro.

## L’audience
En 2008, www.streetreporters.net dépasse le nombre de 8 000 visiteurs uniques par jour.
Il devient ainsi le premier journal citoyen participatif réalisé entièrement par de jeunes actifs.